# Vaudancourt
Vaudancourt ist eine französische Gemeinde mit 163 Einwohnern (Stand 1. Januar 2022) im Département Oise in der Region Hauts-de-France.Sie gehört zum Arrondissement Beauvais, zum Gemeindeverband Vexin Thelle und zum Kanton Chaumont-en-Vexin.

## Geographie
Die vom Bach Ruisseau d’Hérouval durchzogene Gemeinde Vaudancourt liegt im Vexin français, rund fünf Kilometer südlich von Gisors.

## Einwohner
| Jahr                       | 1962 | 1968 | 1975 | 1982 | 1990 | 1999 | 2006 | 2012 | 2021 |
| -------------------------- | ---- | ---- | ---- | ---- | ---- | ---- | ---- | ---- | ---- |
| Einwohner                  | 136  | 117  | 116  | 142  | 151  | 151  | 162  | 179  | 167  |
| Quellen: Cassini und INSEE |      |      |      |      |      |      |      |      |      |

## Sehenswürdigkeiten
- Kirche Saint-Gervais-Saint-Protais, seit 1993 als Monument historique eingetragen.[1][2] (siehe auch: Liste der Monuments historiques in Vaudancourt)
- Schloss aus der Zeit um 1638
- 1948 ausgegrabenes Galeriegrab Allée couverte des Vaux-Louvets, nicht mehr sichtbar

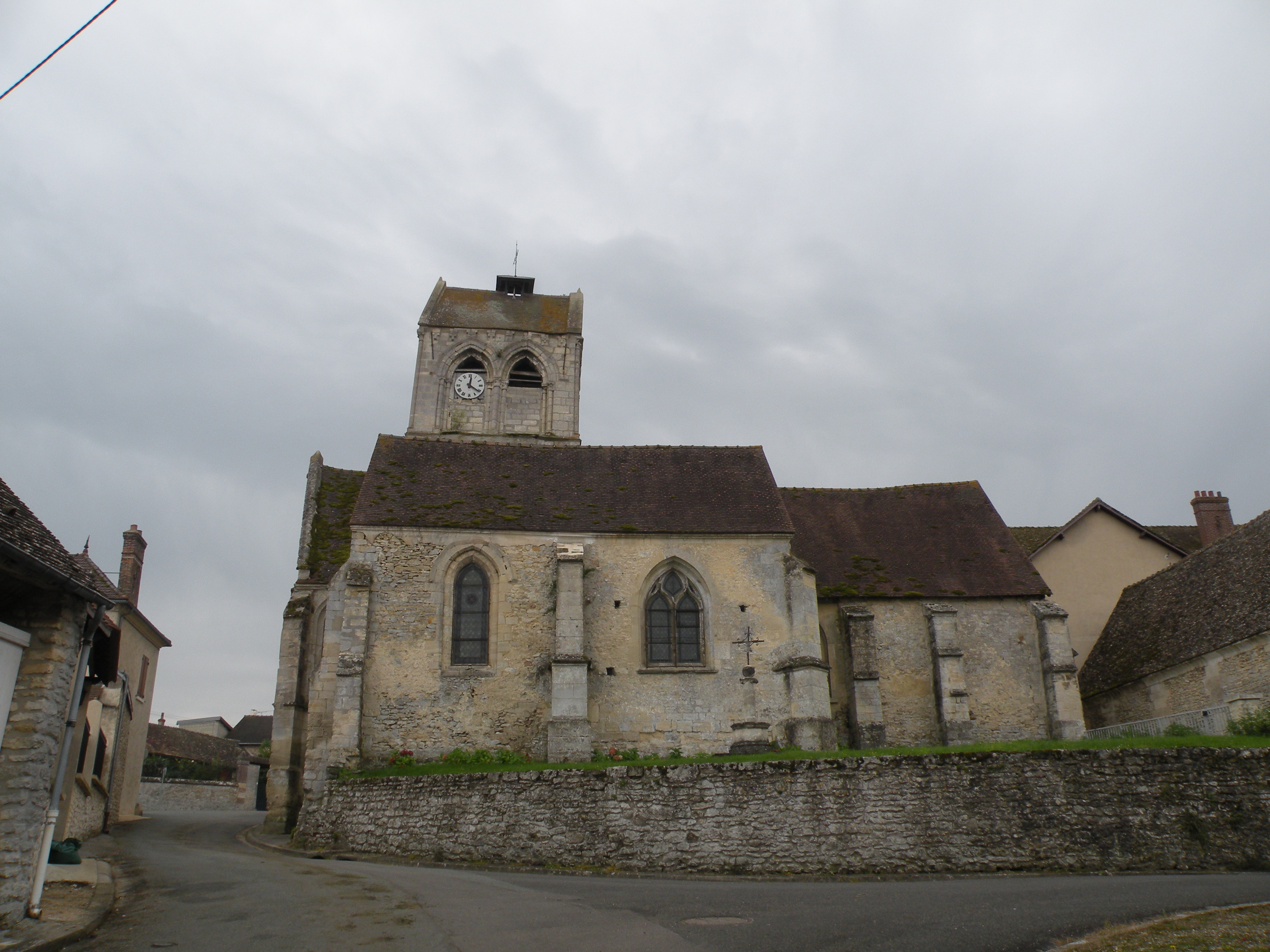
Kirche Saint-Gervais und Saint-Protais
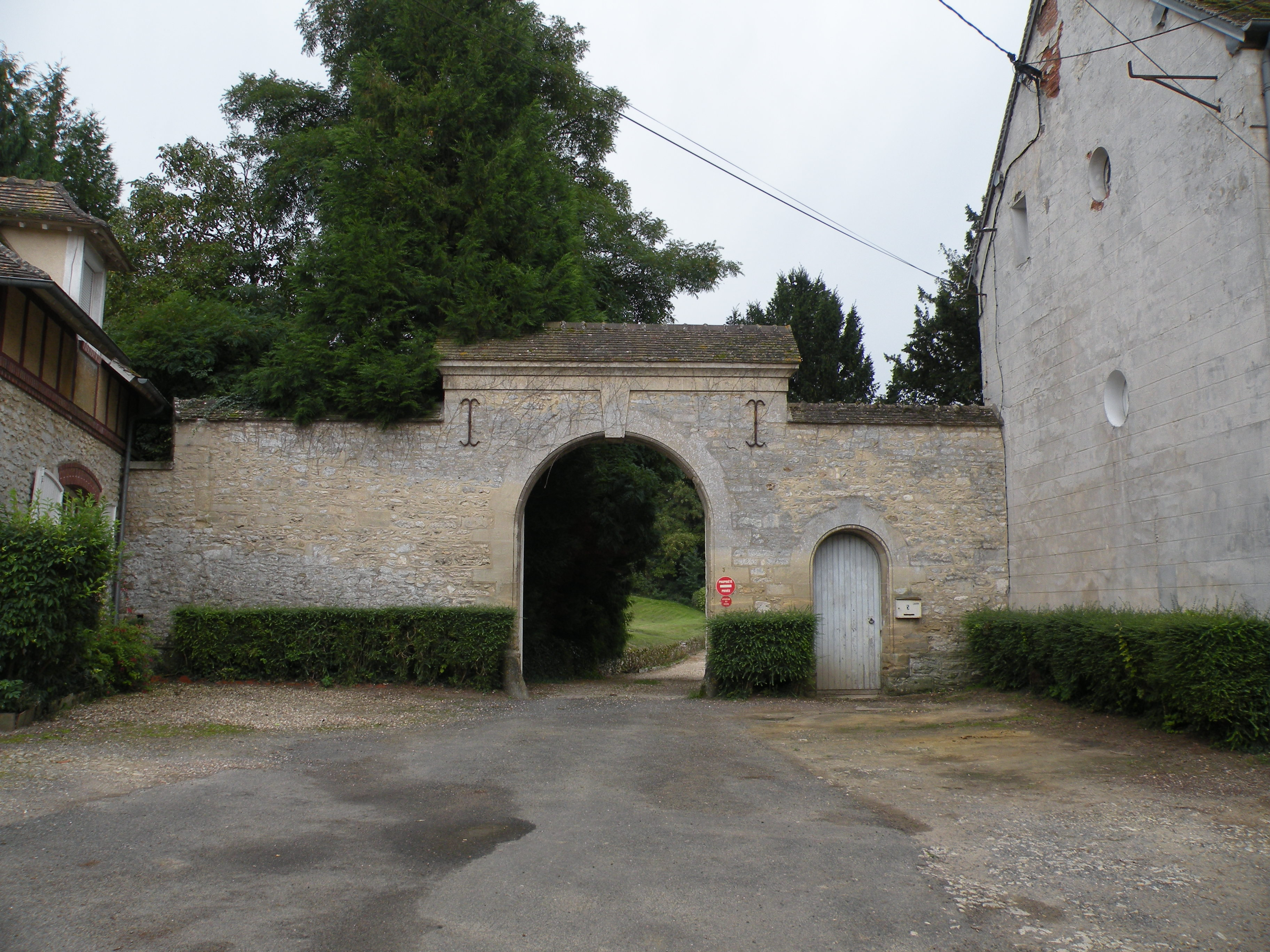
Schlosstor